# Jo van Dijk
Johan Louis «Jo» van Dijk (Ámsterdam, 20 de julio de 1912 – Sint Annaparochie, 4 de mayo de 1988) fue un activista homófilo holandés.

## Biografía
Van Dijk fue uno de los fundadores del Shakespeareclub, más tarde, Cultuur- en Ontspanningscentrum (C. O. C.), la primera asociación homosexual en los Países Bajos tras la II Guerra Mundial. En 1946, puso su nombre y su número de cuenta a disposición de la asociación. Fue el único de los editores que escribía su nombre real en la revista Vriendschap («Amistad»), la revista del C. O. C., a pesar del peligro que representaba que la homosexualidad en aquel tiempo; era suficiente para destruir la carrera y el estatus social de una persona. Inicialmente fue el tesorero y hasta 1953 fue miembro de la junta ejecutiva del C. O. C.. 
Van Dijk trabajaba en un hotel de Ámsterdam perteneciente a su pareja, Gé Louman, que fue su pareja durante 34 años. Cuando falleció Louman sin testamento, Van Dijk se vio en la calle, sin dinero. Se mudó a una residencia de ancianos en Fries, donde falleció en 1988 a los 75 años.